# Aka Akasaka

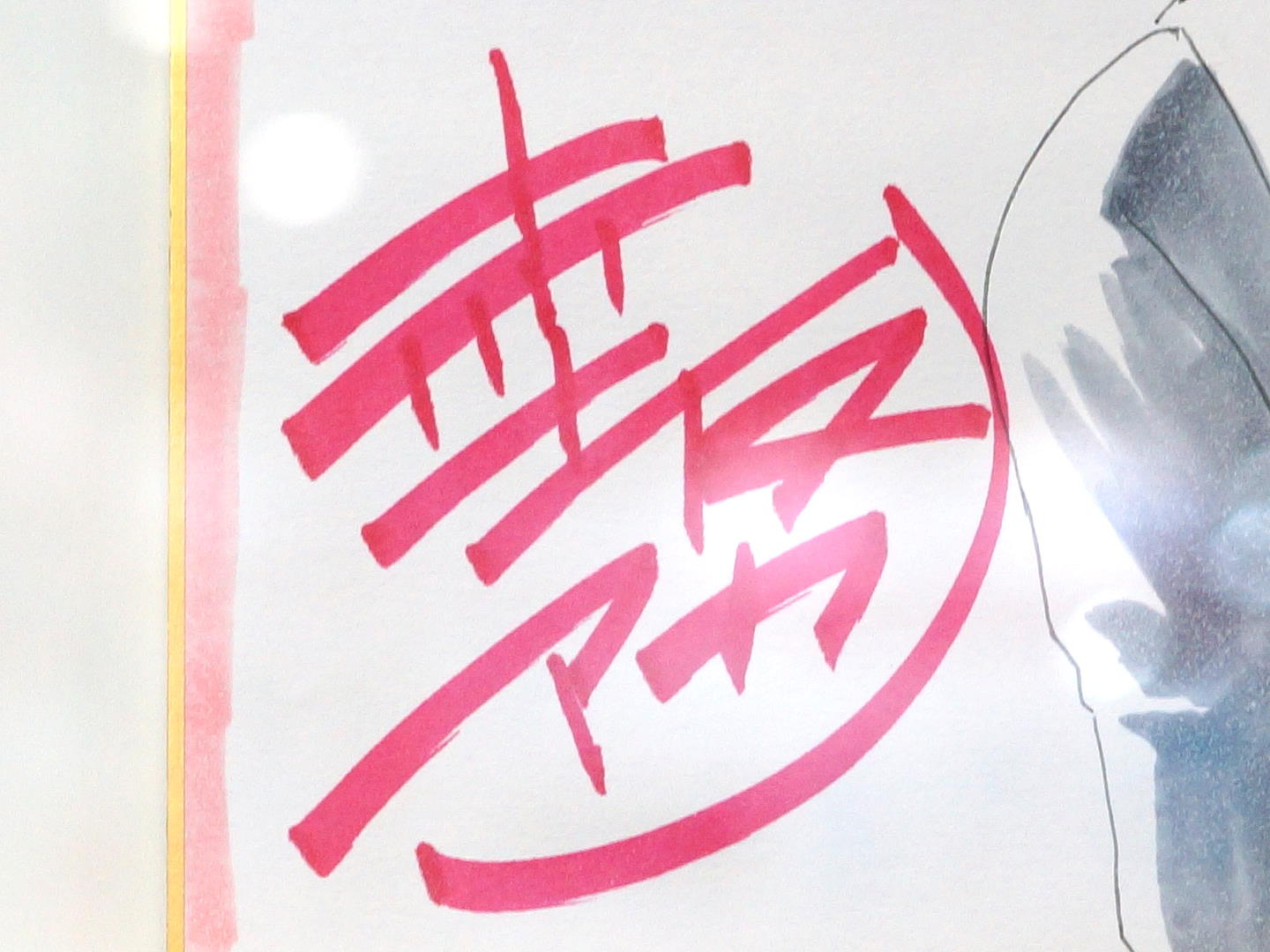
Podpis Aki Akasaki

Aka Akasaka (jap. 赤坂 アカ Akasaka Aka; ur. 29 sierpnia 1988 w Sado) – japoński mangaka, znany przede wszystkim z mang Miłość to wojna i Moja gwiazda, wydawanych nakładem wydawnictwa Shūeisha.

## Biografia
Przed debiutem jako mangaka, Akasaka pracował przy produkcji powieści wizualnej z 2010 roku o nazwie Wonderful Everyday, do której wykonał tła. Zadebiutował w 2011 roku mangą Sayonara Piano Sonata, która powstała na podstawie light novel autorstwa Hikaru Sugiiego. W latach 2013–2015 zajmował się tworzeniem mangi Ib: Instant Bullet.
W 2015 roku rozpoczął serię Miłość to wojna, która przyniosła mu międzynarodową sławę. W 2019 roku Miłość to wojna była 9. najlepiej sprzedająca się mangą w Japonii, z ponad 4 milionami egzemplarzy w obiegu. W 2020 roku Akasaka otrzymał za tę serię 65. nagrodę Shōgakukan Manga w kategorii ogólnej. Manga doczekała się również adaptacji na serial anime i film aktorski.
W kwietniu 2020 Akasaka rozpoczął pracę nad nową mangą zatytułowaną Moja gwiazda. Ilustracje do niej stworzyła Mengo Yokoyari, mangaka znana z serii Kuzu no honkai. W 2021 roku Moja gwiazda zdobyła nagrodę Next Manga Award w kategorii drukowanej. Manga była również nominowana między innymi do nagrody Shōgakukan Manga, nagrody kulturalnej im. Osamu Tezuki i nagrody Kōdansha Manga. Do marca 2023 seria sprzedała się w Japonii w nakładzie około 5 milionów egzemplarzy.
3 listopada 2022 Akasaka ogłosił, że po zakończeniu serii Miłość to wojna przestanie być mangaką, aby zamiast tego skupić się na pisaniu. W kwietniu 2023 rozpoczął prace nad nową mangą zatytułowaną Renai daikō, do której ilustracje stworzyła Nishizawa 5mm.
W kwietniu 2023 Akasaka opublikował również opowiadanie zatytułowane 45510, które posłużyło za podstawę dla piosenki „Idol” zespołu Yoasobi.

## Twórczość
- Sayonara Piano Sonata (jap. さよならピアノソナタ) (2011–2012, historia: Hikaru Sugii, projekty postaci: Ryō Ueda)
- Ib: Instant Bullet (jap. ib －インスタントバレット－) (2013–2015)[3]
- Miłość to wojna (jap. かぐや様は告らせたい ～天才たちの恋愛頭脳戦～) (2015–2022)[4]
- Moja gwiazda (jap. 【推しの子】) (2020–2024, rysunki: Mengo Yokoyari)[4]
- Renai daikō (jap. 恋愛代行) (2023–2024, rysunki: Nishizawa 5mm)[16]
- Märchen Crown (od 2025, kompozycja serii: Aoi Kujira, rysunki: Ajichika)[18]